# 파리드푸르구

방글라데시 파리드푸르구

파리드푸르구(벵골어: ফরিদপুর জেলা)는 방글라데시 중남부에 위치한 구로, 다카주의 행정 중심지이다. 북동쪽으로는 파드마강과 접한다. 군의 이름은 13세기 수피파의 성인 바바 파리드의 이름을 따서 지어졌다. 1786년에 다카주를 분리하여 별도의 구를 만들었고 다카 젤랄푸르라고 불렸다. 1869년에 지방 자치체가 설립되었다. 역사적으로 이 마을은 파테하바드로 알려져 있다. 그것은 하벨리 마할 파테하바드라고도 불렸다.

## 정치 및 지방정부
9개의 우파질라, 4개의 지방 자치체, 36개의 구, 100개의 마할라, 79개의 조합, 1,899개의 마을이 있다. 자티요 상샤드에는 4개의 선거구가 있다. 파리드푸르 구의회는 지방 정부의 가장 높은 계층이다.

## 인구
2022년 방글라데시 인구 조사에 따르면 파리드푸르구의 인구는 2,162,405명이며, 이 중 1,050,193명은 남성이고 1,112,061명은 여성이다. 농촌 인구는 164만1,869명(85.83%)인 반면 도시 인구는 271만100명(14.17%)이었다. 파리드푸르구의 문맹률은 남성 50.29%, 여성 47.69%로 7세 이상 인구의 문맹률은 48.96%였다.
이슬람교도는 90.49%로 가장 많고 힌두교도는 9.43%이다. 힌두교 인구는 1981년 1.95 라크에서 오늘날 1.8 라크를 조금 넘는 수준으로 감소했다.

## 경제

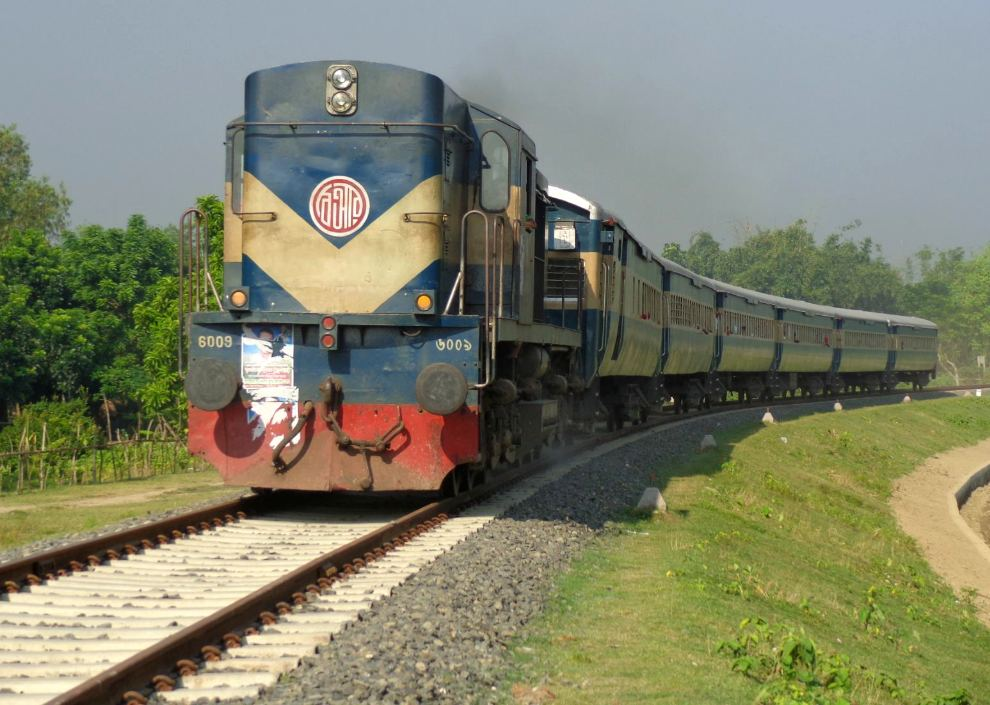
방글라데시 철도의 파리드푸르 급행열차

파리드푸르구는 황마 무역과 힐사 어류 무역의 중요한 중심지이다. 산업 부문에는 수많은 황마 공장, 설탕 공장, 50MW 화력 발전소가 있다.
파리드푸르구는 방글라데시 철도의 중요한 중심지로, 서벵골주의 인도 철도와 연결되어 있다. 쿠시티아, 메헤르푸르, 쿨나, 바리살, 조쇼르와 도로로 연결되어 있다.

## 문화
파리드푸르구는 바울, 마라미, 비카르, 무르시디마르파티, 파키랄리, 가지르간, 카비간, 가리간 등 민속 음악의 풍부한 유산을 가지고 있다. 그러나 이러한 전통들 중 많은 것들이 사라졌다. 주요 축제로는 이드, 나바나, 푸스 우트샤브, 라트자트라, 돌 푸르니마 우트샤브, 두르가 푸자 등이 있다. 민속 축제는 안나프라샤나, 무하람, 벵골의 결혼식, 자마이 샤스티, 바드라 망갈 찬디의 행사에 열린다. 이 지역의 민속놀이로는 다리아반다, 보트 경주, 하두두두, 닭싸움 등이 있다.

## 같이 보기
- 방글라데시의 구
- 방글라데시의 주